# Giovanni Tadolini
Giovanni Tadolini (* 18. Oktober 1789 (nach anderen Angaben: 1793) in Bologna; † 29. November 1872 ebenda) war ein italienischer Komponist, Dirigent und Gesangslehrer.
Tadolinis bekannteste Komposition ist die Vervollständigung der sechs Sätze des Stabat Mater von Gioachino Rossini aus dem Jahr 1832, einer Auftragskomposition, die Rossini aufgrund einer Krankheit zunächst nicht fristgerecht vollenden konnte. Als das Werk später veröffentlicht werden sollte, vervollständigte Rossini seine Komposition und Tadolinis Sätze gerieten in Vergessenheit. Er komponierte weiterhin acht Opern, Sinfonien, Sonaten, Kammermusik und zahlreiche geistliche Werke sowie Lieder.
Er war verheiratet mit der Sängerin Eugenia Tadolini, die zuvor seine Schülerin war.